# Lisa Kruger
Pour les articles homonymes, voir Kruger.
Lisa Kruger (née le 4 septembre 2000 à Harderwijk) est une nageuse néerlandaise qui fait partie de l'équipe paralympique néerlandaise.
Elle a participé aux Jeux paralympiques d'été de 2016 (une médaille d'or) et 2020 (une médaille d'argent et trois de bronze).